# Toila (commune)
La commune de Toila est une Ville et une Commune urbaine dans le comté de Viru-Est au nord de l'Estonie. Elle a 2456 habitants.

## Municipalité
La commune de Toila comprend 2 bourgs et 9 villages: 

### Bourgs
Toila, Voka.

### Villages
Altküla, Konju, Martsa, Metsamägara, Päite, Pühajõe, Uikala, Vaivina, Voka.